# Terézvárosi vasúti szerencsétlenség
A terézvárosi vasúti szerencsétlenség 1962. október 4-én bekövetkezett vasúti baleset volt Budapesten, a Nyugati pályaudvaron.

## A baleset

### Előzmények
A később balesetet szenvedett szerelvény kora reggel 2727. számú vonatként érkezett a Nyugati pályaudvarra. Az utasok kiszállása után a kiürült, tízkocsis szerelvényt a 6. számú tárolóvágányra tolták át, ahol az I. számú tolatómozdony a szerelvény addigi elejéről a szolgálati kocsit a vonat Szolnok felőli végére helyezte át. A szerelvényt ugyanis aznap 16.40-kor Szolnok felé induló személyvonathoz kívánták csatolni. A szolgálati, más néven fékezőkocsiban utazott a vonatkísérő, ha a vonathoz árufeladás is volt, itt tartózkodott a kirakó, levelezővonat esetén a levelező is. A kocsit a vasúti utasítások szerint közvetlenül a mozdony után kellett behelyezni. A fékezőkocsit a tolatómozdony egyik kocsirendezője kézifékkel helyezte rá a vonatra és a szerelvény előtt kicsit pontatlanul fékezve úgy állította meg, hogy az a kocsisorba pont, hogy nem ütközött bele, a kocsik között alig 1 méteres távolság volt. A beállított fékezőkocsit a kocsisorral nem tudták összekapcsolni, de ez nem is volt kötelező. A munka elvégzése után a tolatómozdony és személyzete folytatta a szükséges állomási rendezést. A pályaudvar területén egyszerre több tolatómozdony dolgozott. 14 óra körül a II. számú tolatómozdony kapta azt a feladatot, hogy a 6. számú vágányáról a Szolnokra induló 2716. számú vonat vagonjait állítsa a csarnok 4. számú vágányára. A II. számú tolató jelen esetben egy 411-es sorozatjelű gőzmozdony volt.
A mozdony tehát elindult a 6-os tárolóvágány felé, de a tolatásvezető, bár közölte a feladatot a mozdonyvezetővel, nem adott utasítást a kézifékek működésének ellenőrzésére és a fékek „rövidre fogására” sem. Ezek elvégzését tapasztalt vasutasként valószínűleg magától értetődőnek vette, de a masiniszta csak nemrég lépett be a MÁV-hoz, és egyébként is csak helyettesítőként vett részt a munkában, nem tudott ennek szükségességéről, és elmulasztotta. A mozdonnyal áthajtott a kijelölt vágányra, ahol a mozdonyvezető kis sebességgel, szinte ütközés nélkül ráhajtott a vonatra. A vezető a járművek közé lépve a szerelvény Szolnok felőli végén a fékezőkocsit és a mozdony szerkocsiját összekapcsolta. Ez a illesztés azonban nem sokkal később szétnyílhatott, talán a levegőztetés során.

### A kisiklás
A gőzmozdony ezután hozzálátott a szerelvény kitolásához a tárolóvágányról a csarnok felé. Fékpróbát nem tartottak. A jármű a szokásos, 25 km/h-s sebességgel haladt előre. Amikor a mozdony megközelítette a Élmunkás híd alatt lévő őrhelyet, a mozdonyvezető elzárta a gőzszabályzót, így a mozdony és a hozzá kapcsolt fékezőkocsi sebessége rohamosan csökkenni kezdett. Az I. számú őrtoronyban tartózkodó vasutasok vették először észre, hogy a lassuló mozdony és fékezőkocsi, valamint a vonat többi része között a távolság növekedni kezd. Azonnal „megállj!” jelzéseket adtak a vonat felé, és a mit sem sejtő tolatócsapat tagjait kiáltással figyelmeztették arra, hogy a vagonok elszabadultak. A mozdony kb. 150 métert tett meg a lezárt szabályzójával, mire vezetője észlelte a jelzést. Mozdonyát tehát azonnal megállította. A „fékezni!” felszólítást csak a vezető hallotta, mert a kocsik eközben már elrobogtak az őrtorony mellett. A felszólítást hallva behúzta a kéziféket, de mivel nem érzékelt fékhatást, leugrott a vonatról. Ezt egyébként később tagadta, állítása szerint az ütközésig a vonaton maradt, de a bíróság ezt társainak egybehangzó vallomása alapján, érthető módon kétségbe vonta.
A tíz vagonból álló kocsisor tehát megállíthatatlanul száguldott a csarnok felé a 4. vágányon. Az egyik vasutas gyors közbenjárásának köszönhetően a hangosbemondón keresztül még időben tudták figyelmeztetni a vonatra várakozókat és a járókelőket. A vonat 14 óra 21 perckor áttörte a vágánybakot, és túlfutott a síneken, áttörte a bejárati üvegfalat, majd a mögötte lévő tartóoszlopot, ezután a lépcsőn és a járdán keresztül a Lenin körútra gurult. Végül az összetört üvegfaltól 14 méterre állt meg.

### A nyomozás
A balesetnek egy sérültje volt: P. Jenőné csepeli lakost a szerelvény sodorta el. A mozdonyvezetőt és a gépkocsirendezőt a rendőrség a helyszínen őrizetbe vette, majd másnap előzetes letartóztatásba helyezték őket.
Végül csak 1963. január 31-én tettek pontot az ügy végére: a Pesti Központi Kerületi Bíróság a tolatásvezetőt egy év börtönre, a gépes kocsirendezőt két évi börtönre és a kocsirendezői foglalkozástól 10 évnyi eltiltásra, a hátsós kocsirendezőt 8 hónap szabadságvesztésre ítélte. Május 20-án azonban a gépkocsirendező büntetését egy évre mérsékelte.[forrás?]